# Варгас, Хуан Карлос
Хуан Карлос Варгас Барнеонд (исп. Juan Carlos Vargas Barneond; 31 июля 1963) — сальвадорский дзюдоист, участник трёх летних Олимпийских игр.

## Спортивная биография
На летних Олимпийских играх Варгас дебютировал в 1984 году. На Играх в американском Лос-Анджелесе молодой сальвадорец выступил в категории до 71 кг. В первом раунде Хуан встретился с замбийцем Ауком Кальвихзи и уверенно выиграл у него. Во втором раунде Варгас за 36 секунд уступил будущему чемпиону Ан Бён Гыну. В утешительном турнире за бронзовую медаль Хуан проиграл ирландцу Кирану Фоли.
На летних Олимпийских играх 1992 года в Барселоне Варгас преодолел стадию первого раунда в категории до 71 кг, победив египтянина Мохамеда Аль-Джалая, но уже во втором поединке Хуану вновь достался будущий победитель соревнований и Варгас довольно быстро проиграл японцу Тосихико Коге. В утешительном турнире Хуан проиграл китайцу Ши Чэншэну и выбыл из дальнейшей борьбы за медали. В 1993 году Варгас принял участие в чемпионате мира, но закончил выступления уже после первого поединка, уступив россиянину Арсену Айвазяну.
В 1996 году на летних Олимпийских играх в Атланте Варгасу доверили право нести флаг Сальвадора во время церемонии открытия. По результатам жеребьёвки олимпийского турнира в категории до 71 кг Варгас начинал свои выступления со второго раунда. Соперником Хуана стал дзюдоист из Кувейта Салех аль-Шаррах, который и стал победителем поединка и прошёл дальше, а Варгас завершил свои выступления на олимпийском турнире.